# Attila Ungheni
Maillots
Le FCM Ungheni est un club moldave de football fondé en 2000 le club est basé à Ungheni.

## Historique
- 1954 - Lokomotive Ungheni
- 1991 - Attila Ungheni